# Мелличайоки
Мелличайоки, в среднем и верхнем течении Вичеоя — река в России, протекает по территории Калевальского района Карелии. Устье реки находится в 12 км по левому берегу реки Чирко-Кемь. Длина реки — 35 км, площадь водосборного бассейна — 335 км².

## Бассейн
Мелличайоки имеет правый приток — Нива (с притоком реки Лавож).
Протекает через озеро Закуръярви. Также бассейну Мелличайоки принадлежат озёра Большой Бурмус, Поштаярви и Длинное.

## Данные водного реестра
По данным государственного водного реестра России относится к Баренцево-Беломорскому бассейновому округу, водохозяйственный участок реки — Кемь от Юшкозерского гидроузла до Кривопорожского гидроузла. Речной бассейн реки — бассейны рек Кольского полуострова и Карелии, впадает в Белое море.